# Peterseliestraat
De Peterseliestraat is een straat in Brugge.

## Beschrijving
In het jaar 1400 was de straat voor het eerst vermeld als Pieter Cellestraat. Tot in de 17de eeuw was dit de gebruikte naam. Tegen die tijd was de bewoner, omdat hij er woonde of er eigendommen had, die zijn naam aan de straat had gegeven, al lang dood en vergeten. De volksmond radbraakte stilaan de naam tot Piercelle en Perselle. In de 18de eeuw was het de aanvaarde naam, die een West-Vlaamse variant was van peterselie. Dit is althans de uitleg die Albert Schouteet er aan gaf.
Frans Debrabandere zag het helemaal anders. Hij geloofde niet in de aanvankelijke persoonsnaam. Vooreerst was de familienaam 'Celle' nergens aangetroffen. Vervolgens was een Middelnederlandse vorm van peterselie petercelle. De volksmond kan daar achteraf 'Pieter Celle' van gemaakt hebben, maar niet omgekeerd.
Heel wat straten, zo vervolgde hij, droegen diezelfde naam:
- Kortrijk: Pedersilstraetkin;
- Ardooie: Persilstraetkin;
- Damme: Persellepoorte;
- Gent: Persellepoort;
- in Duitsland: talrijke Petersilienstrassen en Petersiliengassen.

In dezelfde wijk werden nog twee andere keukenkruiden als straatnaam gebruikt: de Venkelstraat en de Peperstraat. Beide straatnamen konden wellicht ook een andere oorsprong hebben, maar de volksmond maakte er vertrouwd in de oren klinkende namen van.
De bomen in de straat zijn smalbladige essen.

## Literatuur

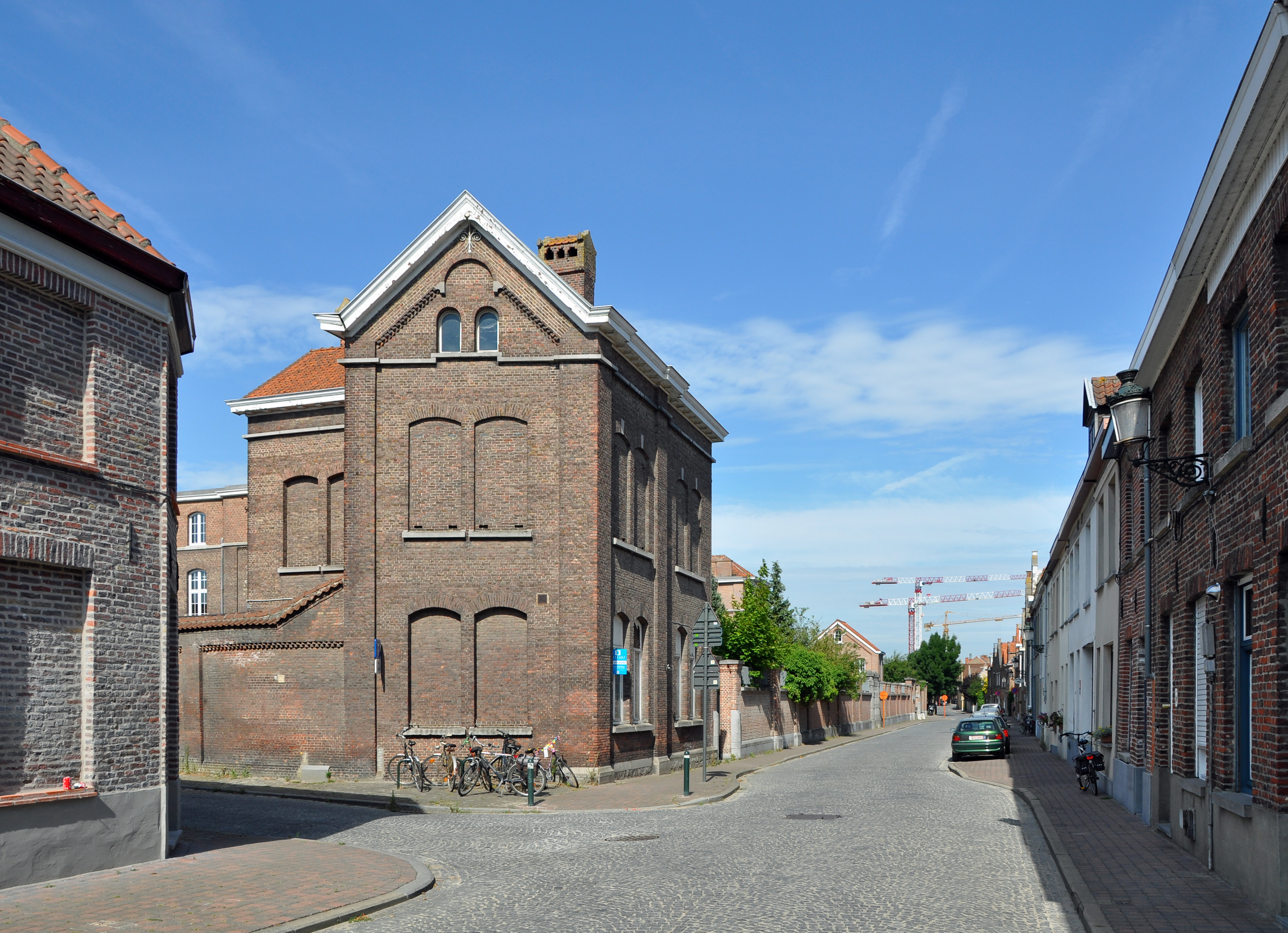
De Peterseliestraat, met links de Snaggaardstraat en de voormalige kazerne
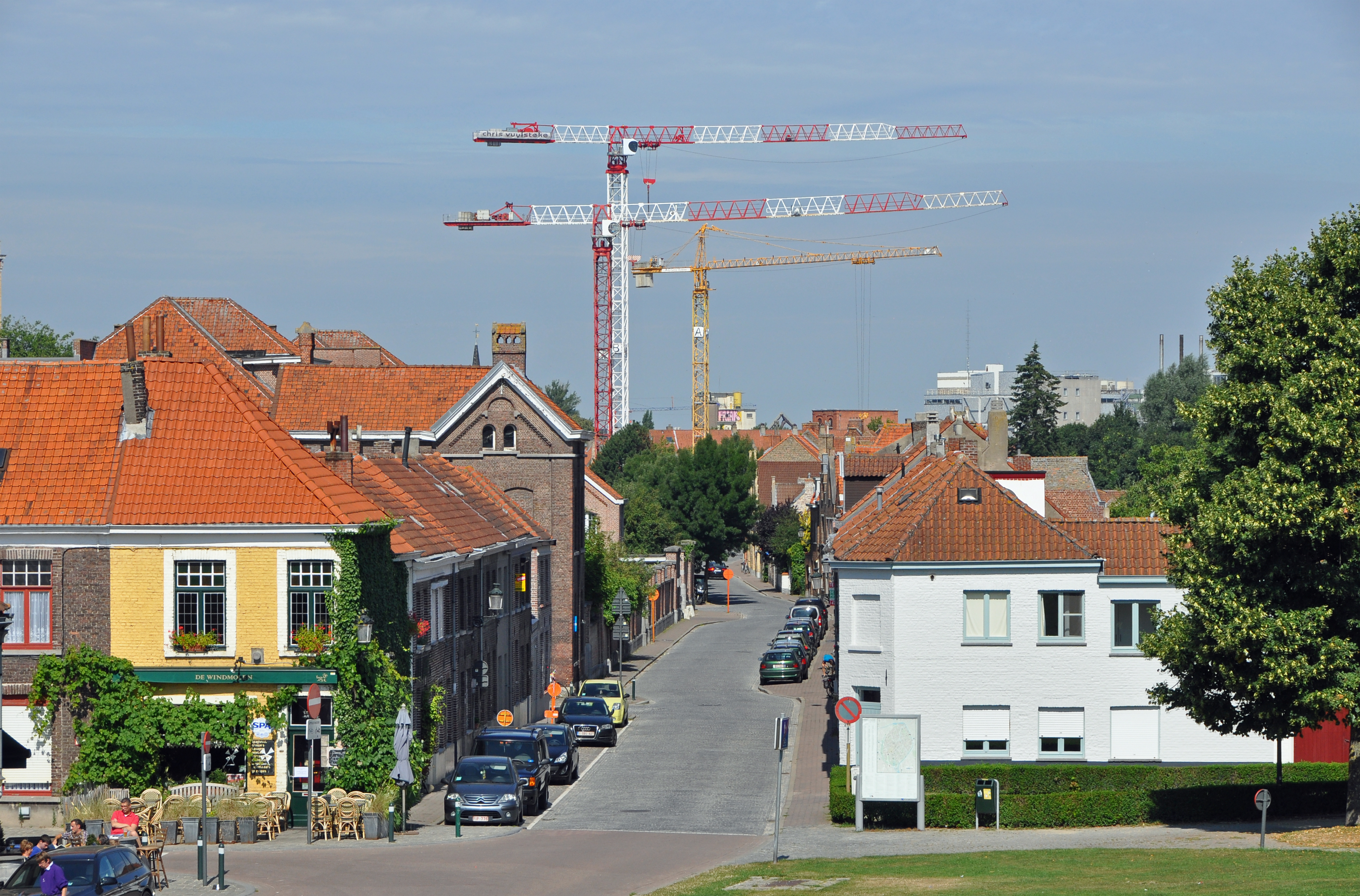
De Peterseliestraat, gezien van bij de Sint-Janshuismolen
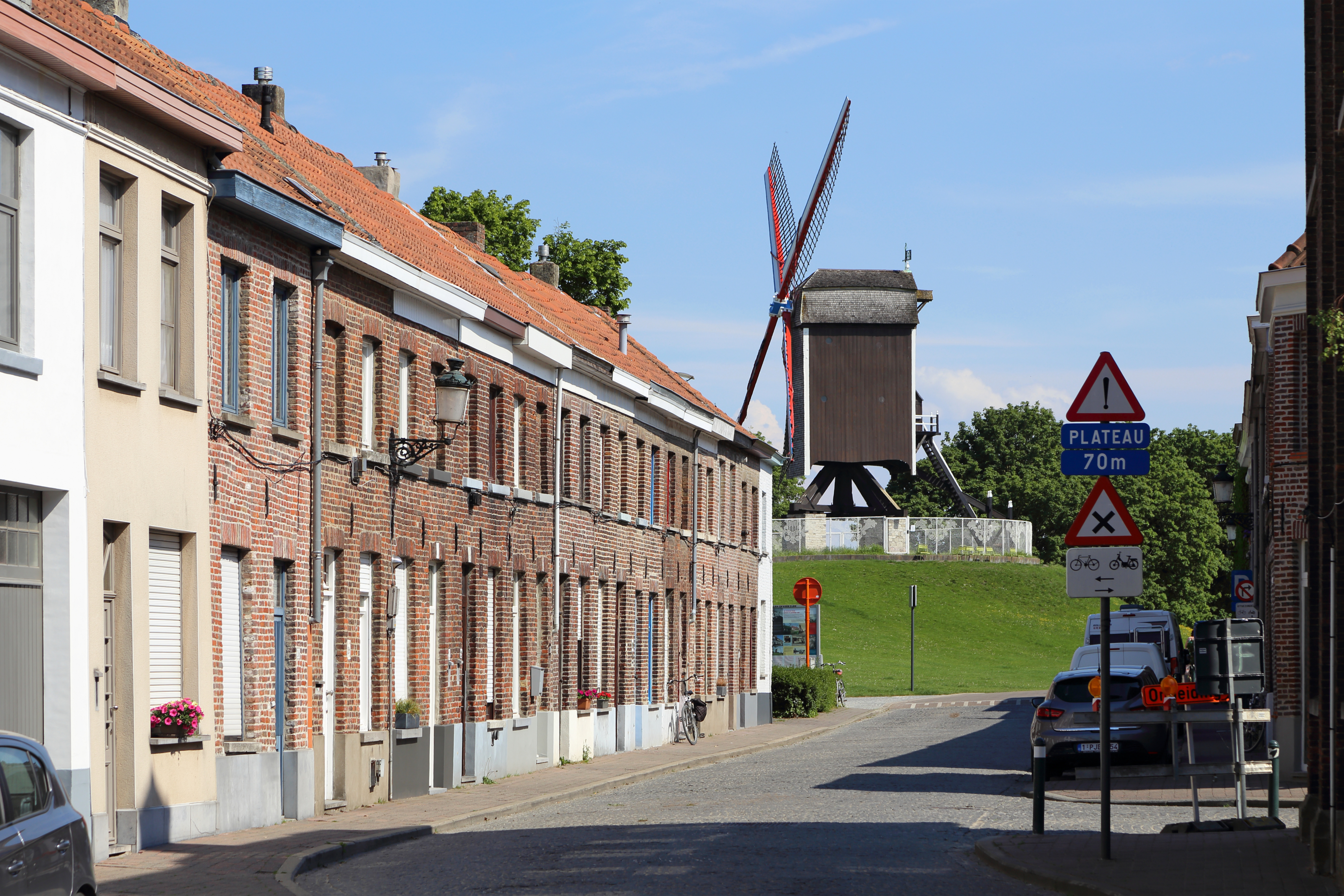
Zuidelijk deel van de Peterseliestraat; in de achtergrond: de Sint-Janshuismolen